# (32253) 2000 OP51
2000 OP51 (asteroide 32253) é um asteroide da cintura principal. Possui uma excentricidade de 0.09149320 e uma inclinação de 20.97846º.
Este asteroide foi descoberto no dia 30 de julho de 2000 por LINEAR em Socorro.